# Rozmowy ze Stanisławem Lemem
Uzasadnienie: Ta sama ksiazka, dwie edycje pod roznymi nazwami, druga wzbogacona, ale to dalej jest ta sama ksiazka
Rozmowy ze Stanisławem Lemem – obszerny wywiad ze Stanisławem Lemem, który przeprowadził krytyk i historyk literatury Stanisław Bereś pomiędzy listopadem 1981 a sierpniem 1982, wydany po raz pierwszy przez Wydawnictwo Literackie w 1987 roku.
Rok wcześniej ukazała się edycja niemiecka pt. Lem über Lem. Gespräche w wydawnictwie Insel–Suhrkamp Verlag, Frankfurt am Main w 1986 roku. Edycja polska została przed wydaniem poddana ingerencji cenzury, m.in. usunięto w całości rozdział „Czarna bezwyjściowość sytuacji” poświęcony ocenie ówczesnej sytuacji społeczno-politycznej w Polsce w warunkach stanu wojennego. Zmieniono także tytuł książki, która miała się ukazać pierwotnie jako Tako rzecze Lem. Wydanie bez cięć cenzury oraz uzupełnione o nowe rozmowy ukazało się w 2002 roku pod tytułem Tako rzecze… Lem.
Rozmowy... są opowieścią o biografii i drodze literackiej Stanisława Lema, o jego dokonaniach w polskiej i światowej literaturze, a także o nauce i kulturze współczesnej, o możliwości poznania przez człowieka otaczającego go Wszechświata, o cywilizacji oraz o problemach społecznych i politycznych świata.

## Spis rozdziałów
- Czas nie całkiem utracony (usunięto przez cenzurę fragmenty wspomnień z okresu pobytu we Lwowie)
- W pajęczej sieci książek
- O Golemie osobno
- Rozczarowania filmowe
- Gusta i dysgusta
- Księga skarg i wniosków
- W cywilizacyjnej jamie
- Wyjaśniać świat
- Pasja filozofowania